# Corythalia argyrochrysos
Corythalia argyrochrysos là một loài nhện trong họ Salticidae.
Loài này thuộc chi Corythalia. Corythalia argyrochrysos được Cândido Firmino de Mello-Leitão miêu tả năm 1946.